# Muduvala, Shimoga
Muduvala là một làng thuộc tehsil Shimoga, huyện Shimoga, bang Karnataka, Ấn Độ.